# Zasłonak piłkowanoblaszkowy
Zasłonak piłkowanoblaszkowy (Cortinarius subumbilicatus Rob. Henry) – gatunek grzybów należący do rodziny zasłonakowatych (Cortinariaceae).

## Systematyka i nazewnictwo
Pozycja w klasyfikacji według Index Fungorum: Cortinarius, Cortinariaceae, Agaricales, Agaricomycetidae, Agaricomycetes, Agaricomycotina, Basidiomycota, Fungi.
Po raz pierwszy opisał go w 1952 r. Robert Henry we Francji. Synonim: Phlegmacium subumbilicatum (Rob. Henry) M.M. Moser 1960. Andrzej Nespiak w 1975 r. nadał mu polską nazwę zasłonak piłkowany, Władysław Wojewoda w 2003 r. zarekomendował nazwę zasłonak piłkowanoblaszkowy.

## Występowanie i siedlisko
W Polsce A. Nespiak w 1975 r. podał jedno stanowisko bez określonej lokalizacji.
Naziemny grzyb mykoryzowy występujący w lasach świerkowychi dębowych.